# Distrito de Albula
El distrito de Albula era uno de los once distritos del cantón de los Grisones.  A partir del 1 de enero de 2017 fue sustituido por la Región de Albula.

## Notas

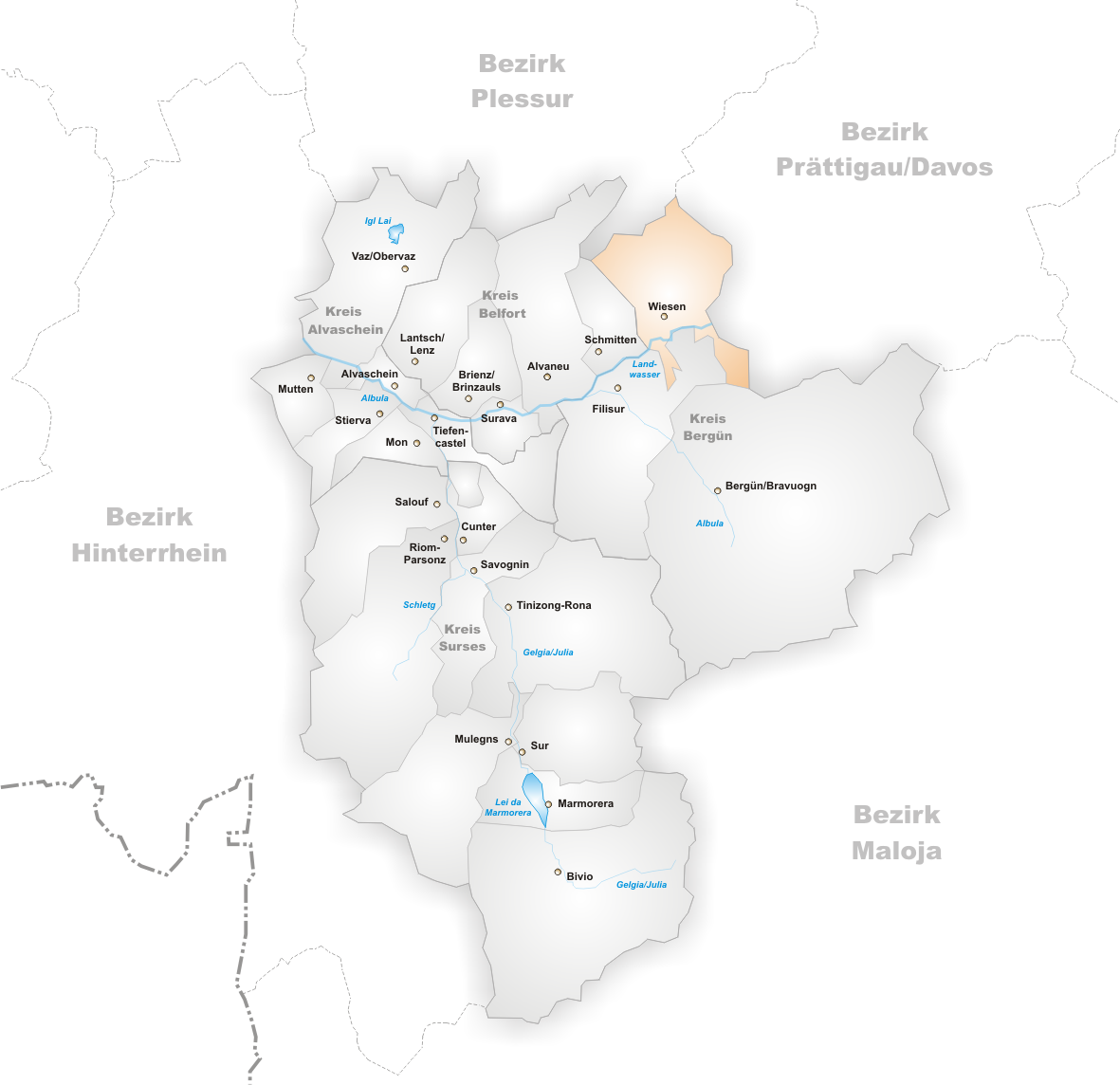
Comunas hasta 2008

## Comunas por círculo
| Círculo de Alvaschein | Círculo de Alvaschein  | Círculo de Alvaschein |
| Comunas               | Población (31.12.2014) | Superficie km²        |
| --------------------- | ---------------------- | --------------------- |
| Alvaschein            | 134                    | 4,08                  |
| Mon                   | 79                     | 8,46                  |
| Mutten                | 75                     | 9,96                  |
| Stierva               | 135                    | 10,56                 |
| Tiefencastel          | 247                    | 14,85                 |
| Vaz/Obervaz           | 2694                   | 42,51                 |

| Círculo de Belfort | Círculo de Belfort     | Círculo de Belfort |
| Comunas            | Población (31.12.2014) | Superficie km²     |
| ------------------ | ---------------------- | ------------------ |
| Alvaneu            | 400                    | 35,63              |
| Brienz/Brinzauls   | 124                    | 13,37              |
| Lantsch/Lenz       | 512                    | 21,81              |
| Schmitten          | 253                    | 11,35              |
| Surava             | 203                    | 6,98               |

| Círculo de Bergün² | Círculo de Bergün²     | Círculo de Bergün² |
| Comunas            | Población (31.12.2014) | Superficie km²     |
| ------------------ | ---------------------- | ------------------ |
| Bergün/Bravuogn    | 457                    | 145,65             |
| Filisur            | 439                    | 44,49              |

| Círculo de Surses | Círculo de Surses      | Círculo de Surses |
| Comunas           | Población (31.12.2014) | Superficie km²    |
| ----------------- | ---------------------- | ----------------- |
| Bivio             | 189                    | 76,73             |
| Cunter            | 256                    | 7,12              |
| Marmorera         | 31                     | 18,90             |
| Mulegns           | 25                     | 33,79             |
| Riom-Parsonz      | 304                    | 55,97             |
| Salouf            | 216                    | 31,49             |
| Savognin          | 1016                   | 22,24             |
| Sur               | 68                     | 23,22             |
| Tinizong-Rona¹    | 320                    | 54,30             |